# Cal Moners
Cal Moners és una masia situada al Prat de Llobregat (Baix Llobregat). Va ser propietat de na Maria Salom i Ribas i els seus fills. L'Ajuntament del Prat la va adquirir per protegir-la del vandalisme i els robatoris. Les terres de la finca encara es cultiven a principis del segle xxi. Aquesta masia és una obra inclosa en l'Inventari del Patrimoni Arquitectònic de Catalunya.

## Descripció
És una masia de dos cossos adossats que corresponen a la tipologia 1. I de l'esquema de Danés i Torras. En els materials constructius predomina la pedra unida amb argamassa, confirmant així l'antiguitat relativa de l'edifici en relació al conjunt de masies del Prat. La seva era de pedra, i les restes d'un corral vuitcentista per a guardar bestiar, fan d'aquesta masia un dels pocs exemples conservats útils per il·lustrar la tipologia agropecuària de la població.
Antigament la masia destacava pel seu pou d'aigües freàtiques (de primera aigua) del tipus anomenat de semicapella, construït amb maons, tapat per dalt, amb forma esfèrica i dues sortides, una que omplia la pica i el safareig, i l'altre que anava cap al rec de les plantes de l'horta. Al Prat només se'n coneixen dos pous d'aquest tipus: aquest i el de Can Dan, tots dos ja enderrocats. En la part del darrere de la casa també hi havia una cisterna, emprada ja per romans i àrabs, per recollir l'aigua de la pluja.

## Història
Cal Monés apareix anomenat a la Consueta Parroquial de la primera meitat del segle xix. La família Monés està documentada al Prat des de mitjans de segle xviii i és una de les més distingides, havent donat diversos alcaldes al Prat.